# Peugeot VLV
La Peugeot VLV (Voiture Légère de Ville) est une voiture décapotable électrique produite durant la Seconde Guerre mondiale. Elle dispose de deux places et de quatre roues, deux à l'avant et deux à l'arrière, avec une voie arrière étroite qui dispense de l’emploi d’un différentiel.

## Historique
La Peugeot VLV est lancée en 1941 par le constructeur automobile français Peugeot, dans le contexte de l'Occupation et des restrictions dues à la Seconde Guerre mondiale en France. L'essence manque, d'où la recherche de solutions alternatives, comme celle d'un véhicule électrique, solution soutenue par le régime de Vichy, car fonctionnant avec l'électricité produite en France grâce aux centrales hydroélectriques.
Mais dès juillet 1942, le gouvernement du régime de Vichy interdit à Peugeot de poursuivre la production de la VLV. Le gouvernement souhaite en effet privilégier le projet de véhicule électrique mené par la Compagnie générale d’électricité (CGE) associée au fabricant de batteries Tudor. CGE et Tudor ont en effet plus l'oreille des dirigeants du régime de Vichy. La CGE-Tudor électrique conçue par Jean Albert Grégoire résultera de ce choix, elle sera produite à moins de 200 exemplaires.

## Aspects techniques
La principale particularité de la VLV est d'être un véhicule électrique. Il est long de 2,67 m et large d'1,21 m. Il pèse 350 kg, roule à 36 km/h au mieux, sur une distance de 70 à 80 km. Le poids des batteries est de 160 kg.

## Exemplaires produits et restants
377 exemplaires de VLV sont produits de juin 1941 à février 1945.
Il en reste plusieurs exemplaires dans des musées, comme au musée Maurice-Dufresne.

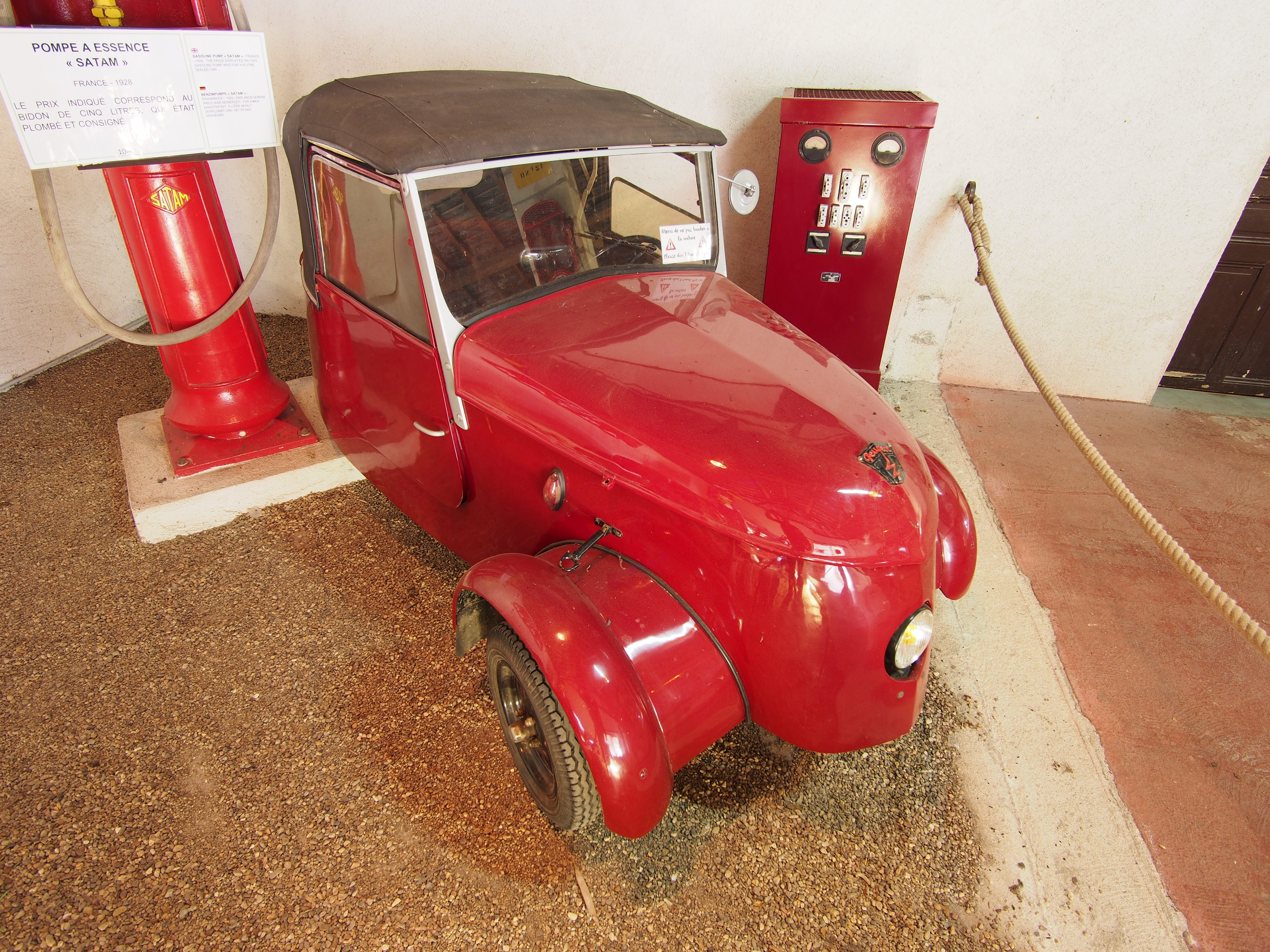
Peugeot VLV du Musée Maurice-Dufresne.
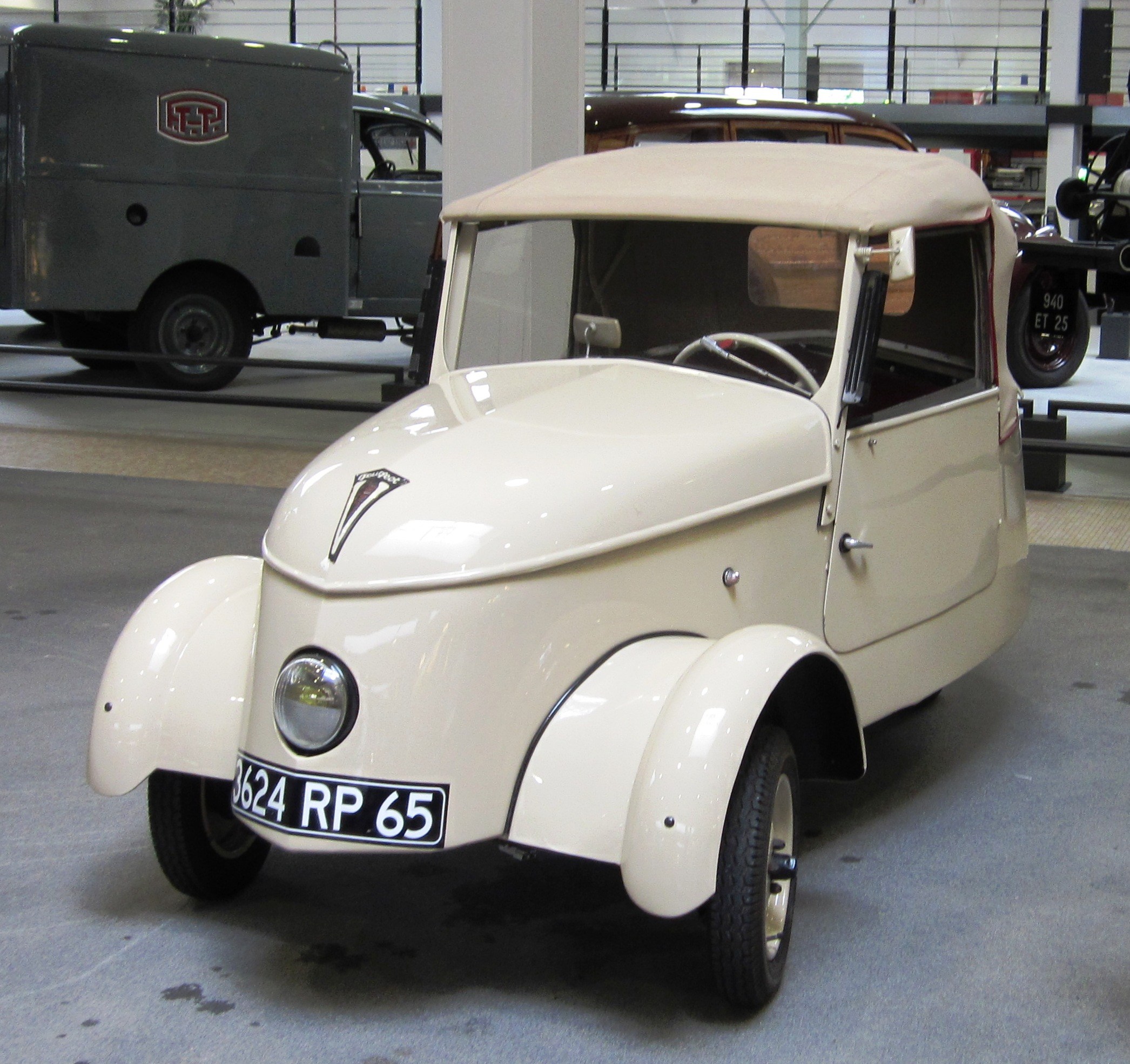
Peugeot VLV.
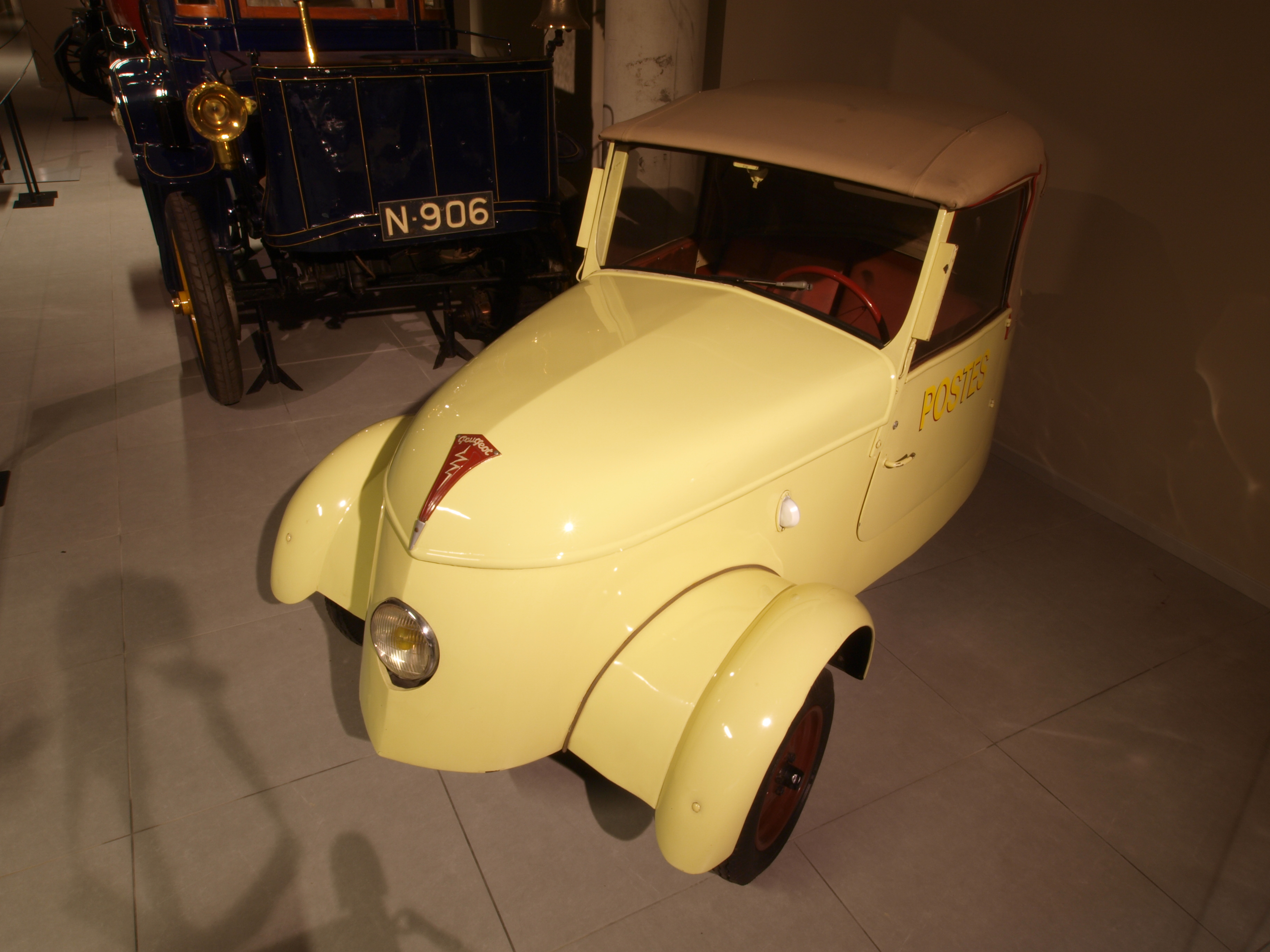
Peugeot VLV.
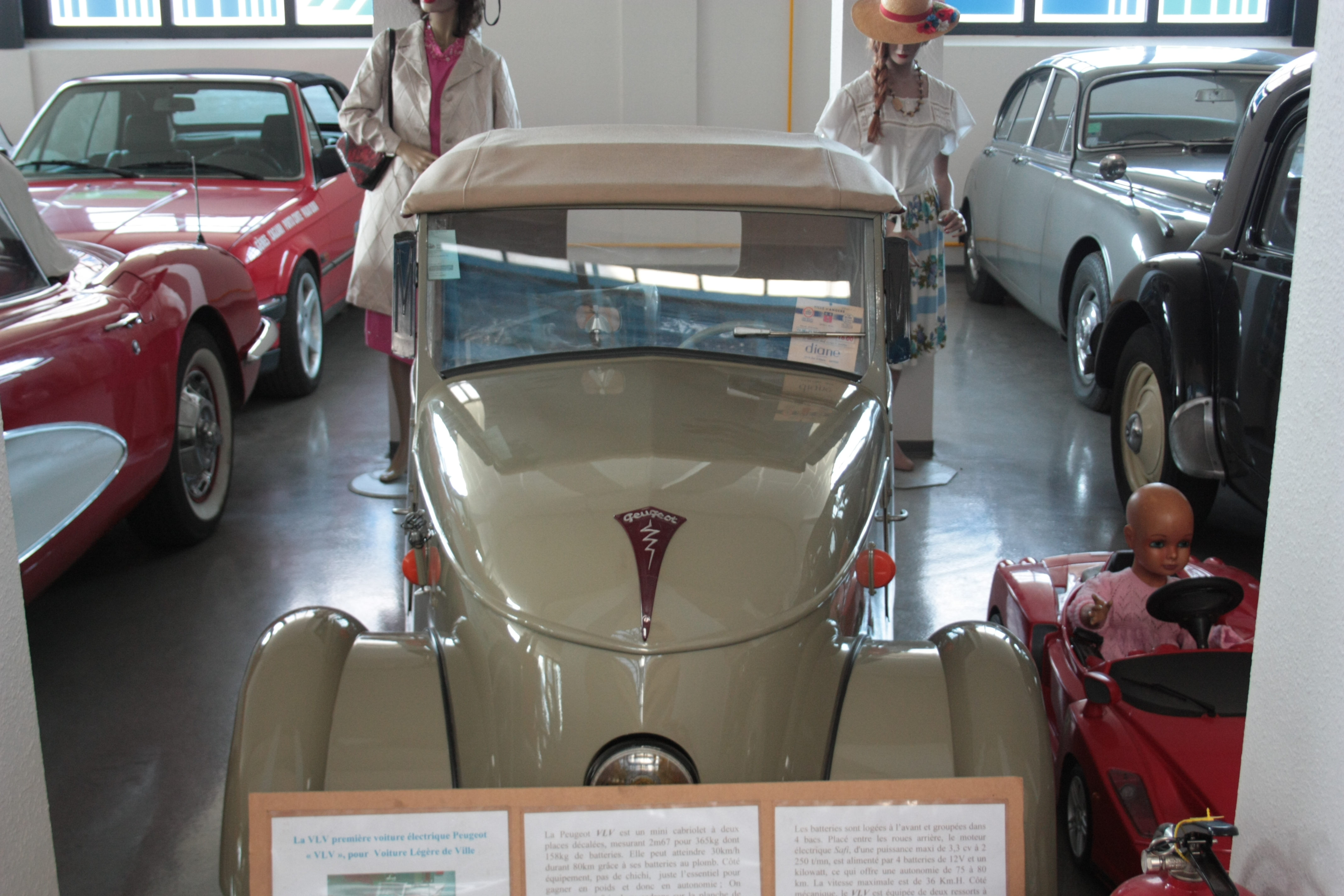
Peugeot VLV au Conservatoire automobile de Créhange
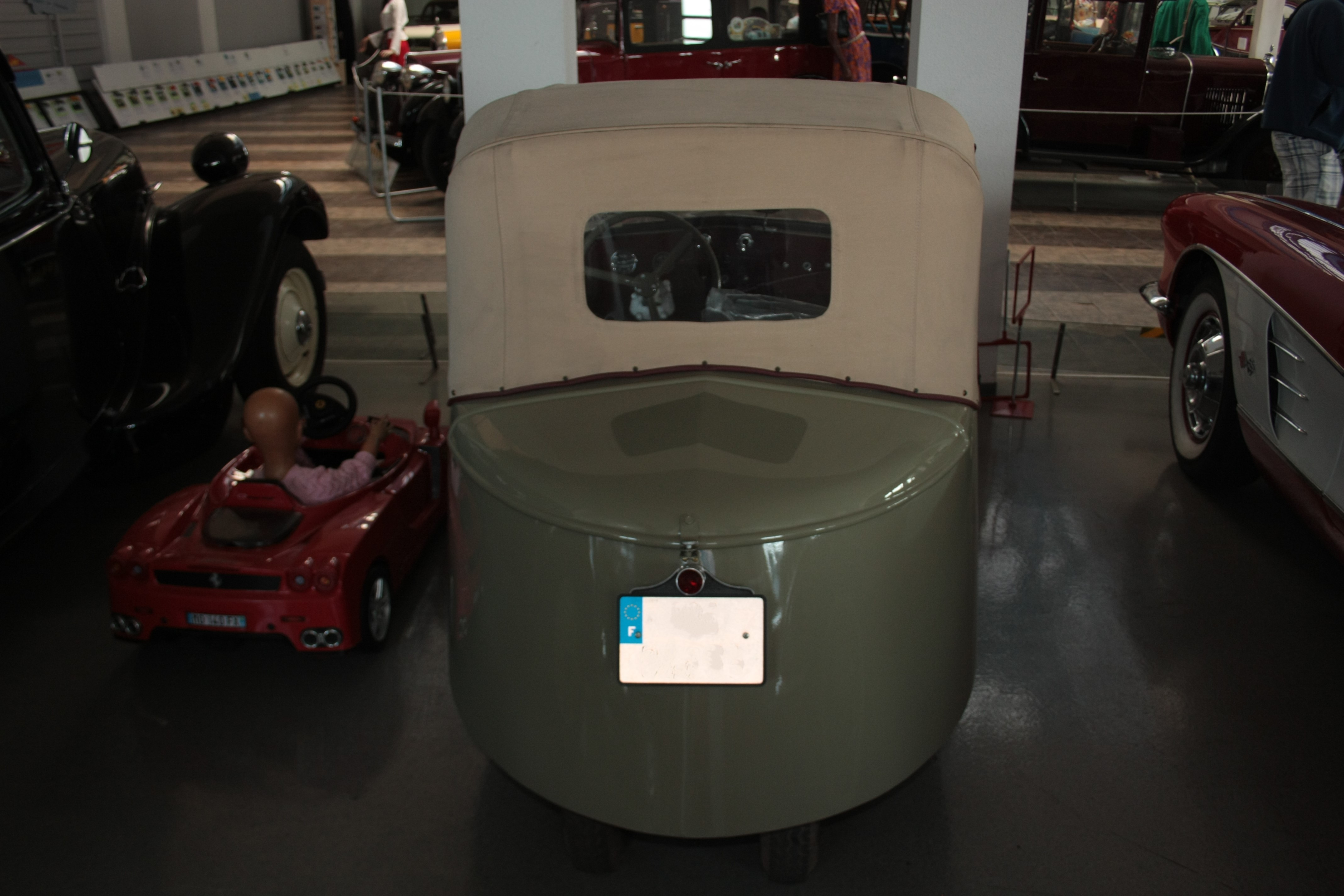
Vue arrière de la VLV
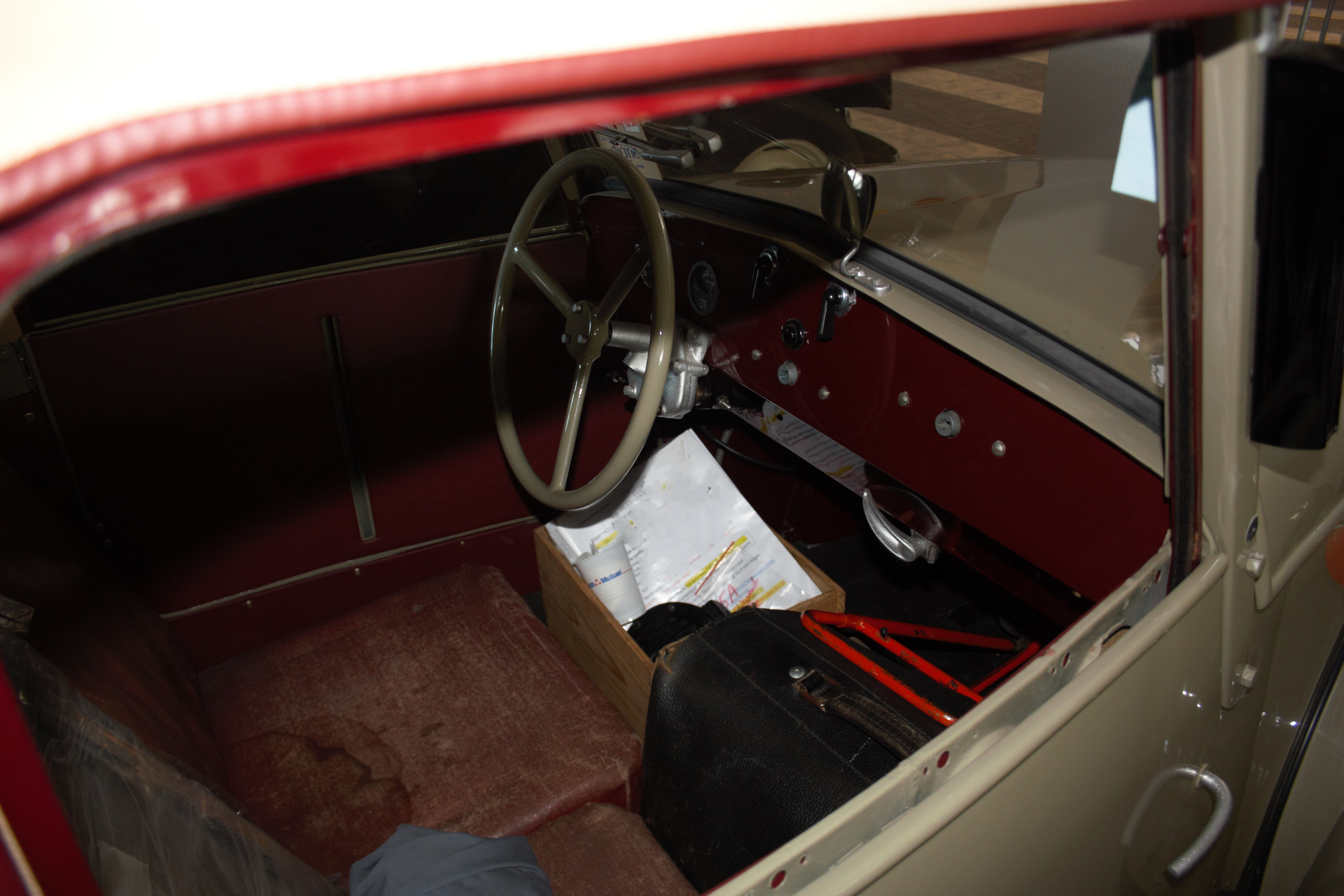
Vue intérieure de la VLV